# Crusnes (rivier)
De Crusne, Crusnes of Crune is een riviertje van het Maasbekken.
Zij stroomt in in het noorden van het Franse departement Meurthe-et-Moselle en ontspringt bij de gelijknamige gemeente Crusnes. De zijriviertjes le Nanhol, la Pienne en Ruisseau des Eurantes voeden de Crusnes voor zij bij Longuyon uitmondt in de Chiers, die op haar beurt in de Maas uitstroomt. De rivier is 32 km lang.